# 30 Kaszubska Eskadra Lotnicza

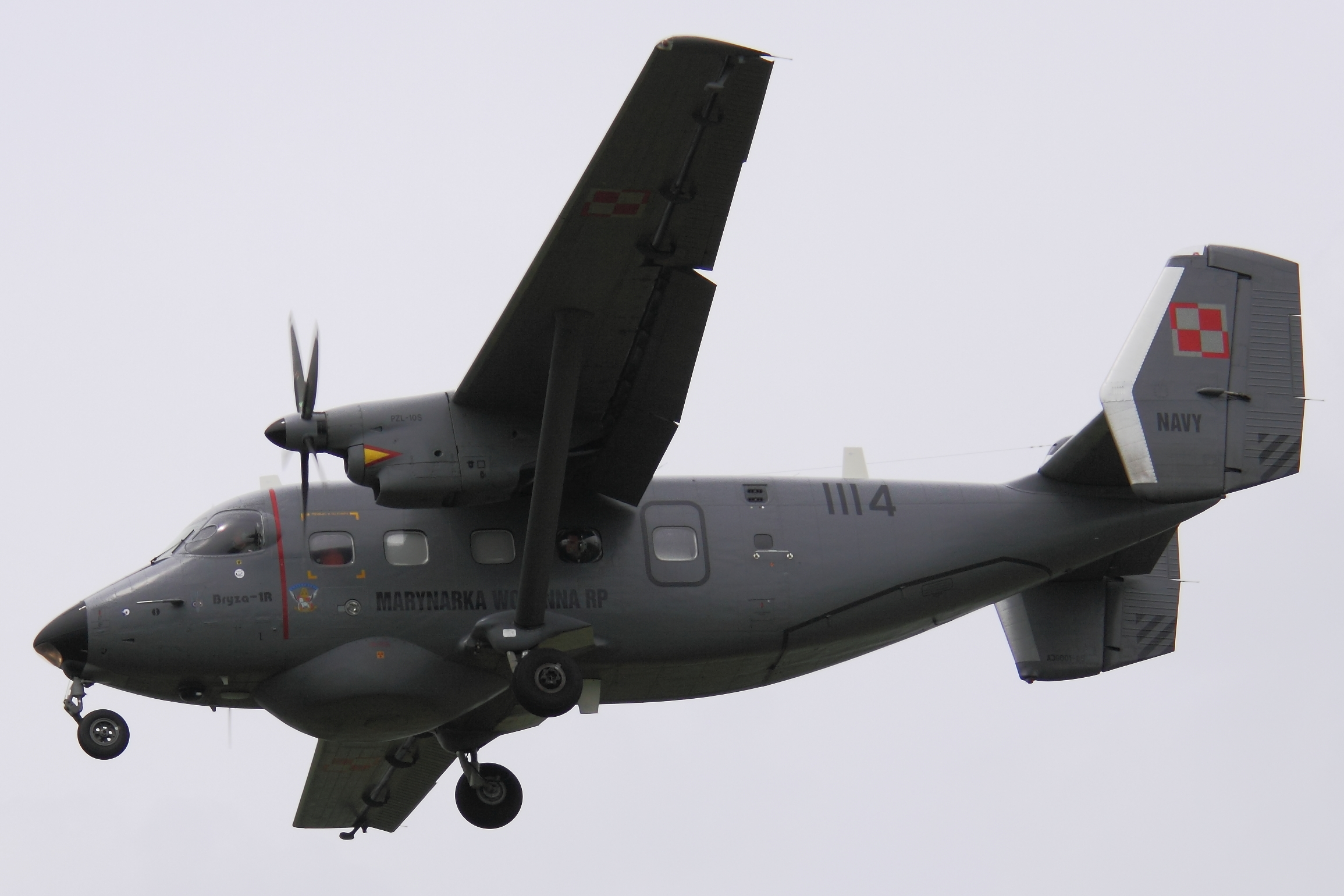
Samolot M-28B Bryza-1R z 30 Eskadry Lotniczej (nr takt. 1114)

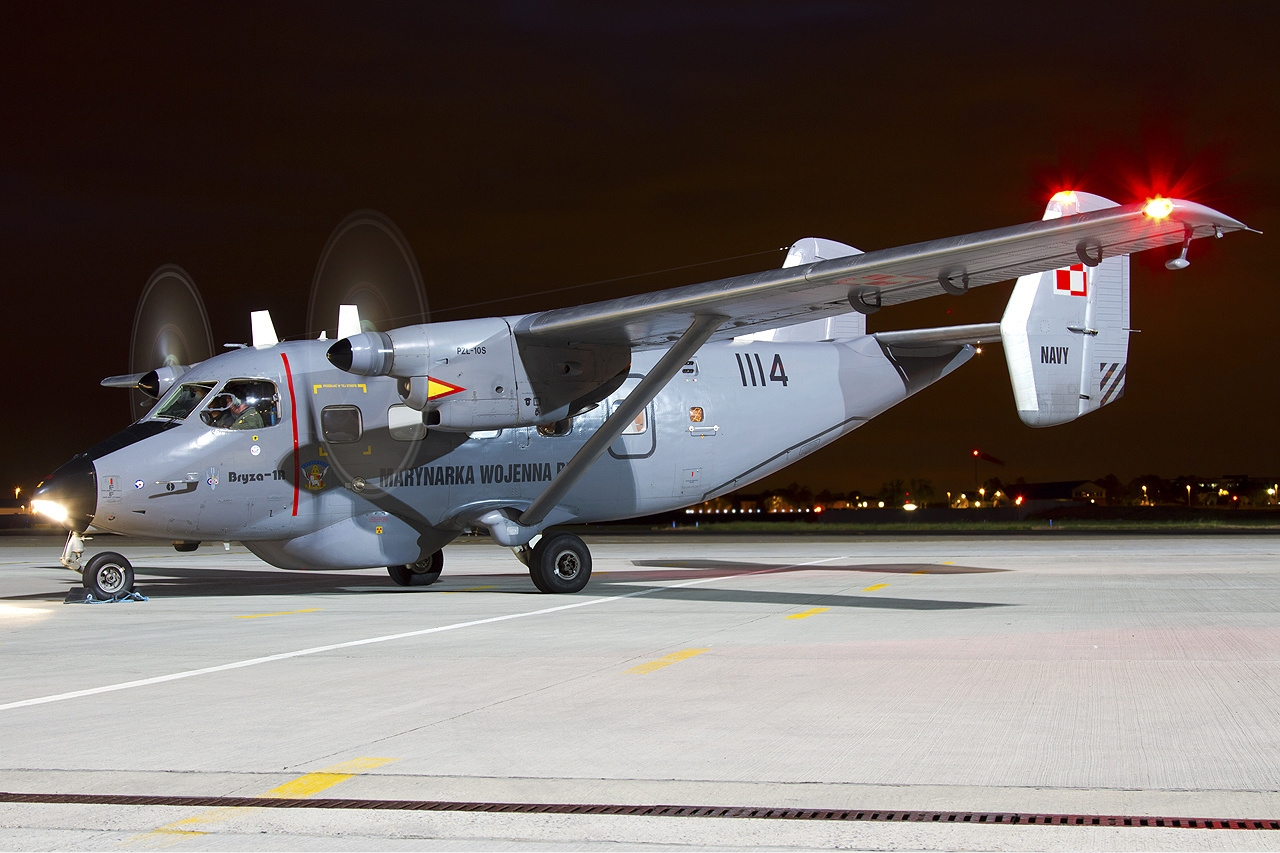
Samolot M-28B Bryza-1R z 30 Eskadry Lotniczej (nr takt. 1114)

30 Kaszubska Eskadra Lotnicza – eskadra lotnictwa Marynarki Wojennej. Rozformowana z końcem 2010 roku.

## Historia
Wynikiem restrukturyzacji struktur lotnictwa MW i przeformowania 3 Kaszubskiego Dywizjonu Lotniczego było powstanie z dniem 1 stycznia 2003 roku 30 Eskadry Lotniczej. Eskadrę przyporządkowano Gdańskiej Brygadzie Lotnictwa Marynarki Wojennej.
Zadaniami jednostki były: działania rozpoznania okrętów i określenia charakteru ich działań, wspieranie krajowego systemu SAR, wspieranie działań okrętów podczas wykonywania strzelań artyleryjskich i rakietowych, a także monitoring ekologiczny Polskiej Strefy Ekonomicznej na Bałtyku. Eskadra nie posiadała już samolotów odrzutowych – rozpoznawcze TS-11R, używane przez 3 Kaszubski Dywizjon Lotniczy, zostały wycofane z lotnictwa Marynarki 25 lutego 2003 roku.
W roku 2009 30 Eskadra Lotnicza za najwyższą jakość wykonywanych zadań i szczególne osiągnięcia szkoleniowe w roku 2008 otrzymała Znak Honorowy Sił Zbrojnych RP.
Z dniem 31 grudnia 2010 roku eskadra została rozformowana, a na jej podstawie utworzono 44 Bazę Lotnictwa Morskiego.

## Dowódcy
- kmdr por. pil. Waldemar Kilarski (2003)
- kmdr por. pil. Zbigniew Panek (2003-2004)
- kmdr por. pil. Zbigniew Maksymiuk (2004-2006)
- p.o. kmdr ppor. pil. Bartosz Gadowski (2006 – 2 kwietnia 2007)
- kmdr por. pil. Jarosław Andrychowski (2 kwietnia 2007- 31 grudnia 2010)

## Tradycje
30 Kaszubska Eskadra Lotnicza zgodnie z decyzją Ministra Obrony Narodowej nr 615/MON z 1 stycznia 2008 roku kultywuje tradycje jednostek:
- klucz samolotów szturmowych Eskadry Lotniczej Marynarki Wojennej
- 30 Pułk Lotnictwa Marynarki Wojennej
- 30 Pułk Lotnictwa Szturmowego Marynarki Wojennej
- 30 Pułk Lotnictwa Myśliwsko-Szturmowego Marynarki Wojennej
- 7 Pułk Lotnictwa Myśliwsko-Szturmowego Marynarki Wojennej
- 7 Pułk Lotnictwa Myśliwsko-Bombowego Marynarki Wojennej
- 7 Pułk Lotnictwa Specjalnego Marynarki Wojennej

Ponadto w roku 2004 podczas uroczystości z okazji święta jednostki eskadra oficjalnie przejęła tradycje 304 Dywizjonu Ziemi Śląskiej im. Ks. Józefa Poniatowskiego i stała się kontynuatorką jego bojowych tradycji (Decyzja nr 165/MON/PSSS z 21 czerwca 2004.). Eskadra uzyskała też prawo używania odznaki dywizjonu.
Decyzją Nr 245/MON/PSSS z dnia 25 sierpnia 2014 zostało wprowadzone godło 30 eskadry lotniczej

## Wyposażenie
Wyposażenie eskadry stanowiło:
- 7 samolotów patrolowo-rozpoznawczych M-28B Bryza-1R (numery taktyczne: 1006, 1008, 1017, 1022, 1114, 1115 i 1116)[6]
- 2 samoloty monitoringu ekologicznego M-28B Bryza-1E (numery taktyczne: 0404 i 0405)[6]
- 1 samolot patrolowo-rozpoznawczy i poszukiwania okrętów podwodnych M-28B Bryza-1RM bis (numer taktyczny: 0810)[6]